# Llano Grande (Coclé)
Llano Grande es un corregimiento del distrito de La Pintada en la provincia de Coclé, República de Panamá. La localidad tiene 6.901 habitantes (2010).